# Ictíneo II
L'Ictíneo II est un sous-marin construit par l'ingénieur utopiste catalan Narcís Monturiol i Estarriol en 1864. Il s'agit du premier sous-marin au monde propulsé par la vapeur. 
Il se présente comme une version actualisée de son prédécesseur, l'Ictíneo I, inventé en juin 1859 pour améliorer alors les conditions de travail des pêcheurs de coraux du cap de Creus.

## Caractéristiques
Comparé à l'Ictíneo I, qui fait figure de prototype, l'Ictíneo II été conçu comme pouvant, plus tard, être utilisé dans l'industrie, voire dans des applications militaires. 
Il a également des dimensions supérieures : 14 m de longueur, 2 m de largeur, 3 de profondeur, pour un volume de 29 m3.

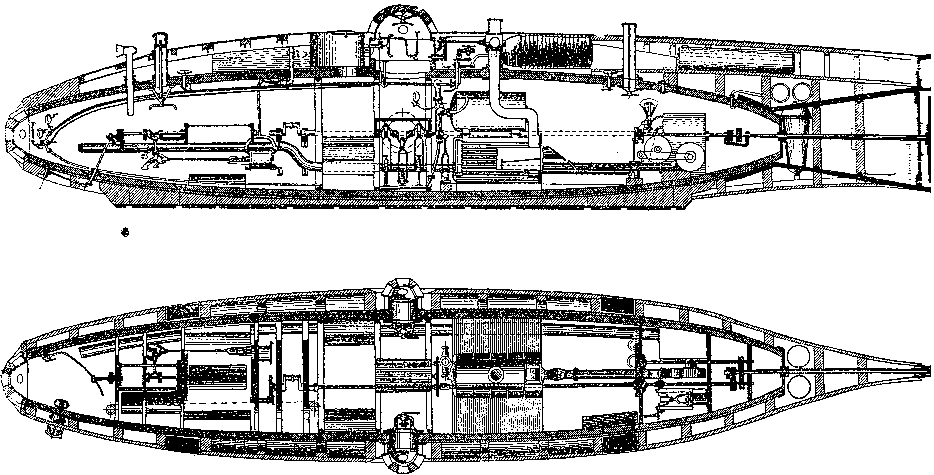
Plan de l'intérieur de lIctíneo II (1858).

Il est bâti en bois d'olivier, renforcé de bois de chêne, et possède une coque de 2 mm de cuivre. 
La vraie nouveauté est la création, par Monturiol, d'un moteur mécanique pour manœuvrer le submersible, contrairement à l'Ictíneo I tracté par la force humaine des hommes de l'équipage.
Pour ce faire, Monturiol met au point un composé de dioxyde de manganèse, zinc et chlorate de potassium pour générer la température nécessaire à la production de vapeur. 
Il utilise, pour la première fois au monde, le processus d'absorbeur-neutralisateur.
Son inauguration a eu lieu dans le port de Barcelone le 2 octobre 1864. Néanmoins, des problèmes financiers mettent un point final au projet. L'Ictíneo II est vendu et dépecé en 1868.

## Postérité
En 1992, pour les Jeux Olympiques d'été, une réplique du sous-marin est présentée dans le Port Vell de Barcelone.
Le sous-marin est considéré aujourd'hui comme une invention majeure de la science mondiale et du monde maritime européen.